# Shuniah
Shuniah to gmina (ang. township) w Kanadzie, w prowincji Ontario, w dystrykcie Thunder Bay.
Powierzchnia Shuniah to 569,2 km².
Według danych spisu powszechnego z roku 2001 Shuniah liczy 2466 mieszkańców (4,33 os./km²).